# Auburn (Nou Hampshire)
Auburn és una població dels Estats Units a l'estat de Nou Hampshire. Segons el cens del 2007 tenia 5.157 habitants.

## Demografia
Segons el cens del 2000, Auburn tenia 4.682 habitants, 1.580 habitatges, i 1.322 famílies. La densitat de població era de 71,7 habitants per km².
Dels 1.580 habitatges en un 44,4% hi vivien nens de menys de 18 anys, en un 75,1% hi vivien parelles casades, en un 5,2% dones solteres, i en un 16,3% no eren unitats familiars. En l'11,8% dels habitatges hi vivien persones soles el 3,3% de les quals corresponia a persones de 65 anys o més que vivien soles. El nombre mitjà de persones vivint en cada habitatge era de 2,96 i el nombre mitjà de persones que vivien en cada família era de 3,22.
Per edats la població es repartia de la següent manera: un 28,9% tenia menys de 18 anys, un 6,2% entre 18 i 24, un 33% entre 25 i 44, un 25,8% de 45 a 60 i un 6,1% 65 anys o més.
L'edat mediana era de 37 anys. Per cada 100 dones de 18 o més anys hi havia 103,2 homes.
La renda mediana per habitatge era de 70.774$ i la renda mediana per família de 72.578$. Els homes tenien una renda mediana de 45.000$ mentre que les dones 33.365$. La renda per capita de la població era de 28.405$. Entorn de l'1,6% de les famílies i l'1,8% de la població estaven per davall del llindar de pobresa.